# Völkisch-sozialer Block
Als Völkisch-sozialer Block oder Völkischer Block (auch Völkischsozialer Block, VSB) bezeichneten sich 1924 verschiedene Wahlbündnisse der extremen Rechten in deutschen Ländern unter maßgeblicher Beteiligung von nationalsozialistischen Politikern, die nach dem Verbot der NSDAP aufgrund des Hitler-Putsches entstanden. Sie sind nicht zu verwechseln mit dem Völkischsozialen Block, der als nationalsozialistische Wahlliste bei der Landtagswahl in Kärnten 1927 kandidierte. 
Die jeweiligen VSB können jedoch nicht als reine Ersatzorganisationen für die verbotene NSDAP angesehen werden, da viele Mitglieder auch aus anderen, bereits zuvor bestehenden völkischen Organisationen kamen und ihre politischen Positionen nicht immer mit denen der Nationalsozialisten identisch waren. Der einflussreiche bayerische Ableger, zu dessen Mitbegründern etwa Rudolf Buttmann gehörte, trat unter dem Namen „Völkischer Block in Bayern“ (VBl) auf.
Im Verlauf des Jahres 1924 schlossen sich die verschiedenen Landesorganisationen des Völkisch-sozialen Blocks und der Deutschvölkischen Freiheitspartei in der kurzlebigen Nationalsozialistischen Freiheitspartei bzw. Nationalsozialistischen Freiheitsbewegung zusammen. 

## Wahlergebnisse
| Ergebnisse der Völkisch-sozialen Blocks und der Deutschvölkischen Freiheitspartei (Mai) bzw. der Nationalsozialistischen Freiheitspartei (Dez.) bei den Reichstagswahlen 1924 |                          |                                       |           |          |               |               |
| Wahlkreis | Wahlkreis                |                                       | Mai 1924  | Mai 1924 | Dezember 1924 | Dezember 1924 |
| | Deutschland              | Vereinigte Listen *                   | 1.918.329 | 6,6 %    | 907.242       | 3,0 %         |
| 1 | Ostpreußen               | Völkischsozialer Freiheitsblock       | 87.822    | 8,6 %    | 62.236        | 6,2 %         |
| 2 | Berlin                   | Deutschvölkische Freiheitspartei      | 39.930    | 3,6 %    | 17.807        | 1,6 %         |
| 3 | Potsdam II               | Deutschvölkische Freiheitspartei      | 56.597    | 6,5 %    | 26.273        | 2,9 %         |
| 4 | Potsdam I                | Deutschvölkische Freiheitspartei      | 50.873    | 5,8 %    | 25.751        | 2,8 %         |
| 5 | Frankfurt an der Oder    | Deutschvölkische Freiheitspartei      | 40.578    | 5,0 %    | 26.524        | 3,2 %         |
| 6 | Pommern                  | Deutschvölkischer Wahlverband Pommern | 65.630    | 7,3 %    | 38.229        | 4,2 %         |
| 7 | Breslau                  | Deutschvölkische Freiheitspartei      | 37.905    | 4,0 %    | 13.649        | 1,4 %         |
| 8 | Liegnitz                 | Deutschvölkische Freiheitspartei      | 8.885     | 1,5 %    | 9.078         | 1,5 %         |
| 9 | Oppeln                   | Deutschvölkische Freiheitspartei      | 11.865    | 2,6 %    | 8.200         | 1,5 %         |
| 10 | Magdeburg                | Völkischsozialer Freiheitsblock       | 43.184    | 4,9 %    | 27.292        | 3,0 %         |
| 11 | Merseburg                | Völkischsozialer Block                | 62.098    | 8,7 %    | 31.424        | 4,3 %         |
| 12 | Thüringen                | Völkischsozialer Block                | 110.604   | 9,9 %    | 60.317        | 5,4 %         |
| 13 | Schleswig-Holstein       | Völkischsozialer Block                | 55.417    | 7,4 %    | 20.513        | 2,7 %         |
| 14 | Weser-Ems                | Völkischsozialer Block                | 48.993    | 7,4 %    | 33.072        | 4,8 %         |
| 15 | Ost-Hannover             | Völkischsozialer Block                | 43.437    | 8,6 %    | 22.200        | 4,4 %         |
| 16 | Südhannover-Braunschweig | Völkischsozialer Block                | 77.068    | 7,6 %    | 34.019        | 3,4 %         |
| 17 | Westfalen Nord           | Völkischsozialer Block                | 37.167    | 3,5 %    | 13.646        | 1,3 %         |
| 18 | Westfalen Süd            | Völkischsozialer Block                | 19.109    | 1,5 %    | 14.317        | 1,1 %         |
| 19 | Hessen-Nassau            | Völkischsozialer Block                | 66.604    | 5,6 %    | 29.086        | 2,5 %         |
| 20 | Köln-Aachen              | Völkischsozialer Block                | 13.322    | 1,5 %    | 5.241         | 0,6 %         |
| 21 | Koblenz-Trier            | Völkischsozialer Block                | 6.987     | 1,3 %    | –             | -             |
| 22 | Düsseldorf Ost           | Völkischsozialer Block                | 38.274    | 4,0 %    | *** 16.614    | 1,6 %         |
| 23 | Düsseldorf West          | Völkischsozialer Block                | 19.791    | 2,6 %    | **** 7.259    | 0,9 %         |
| 24 | Oberbayern-Schwaben      | Völkischer Block                      | 164.565   | 17,0 %   | ***** 55.777  | 4,8 %         |
| 25 | Niederbayern             | Völkischer Block                      | 46.246    | 10,2 %   | ***** 16.748  | 3,0 %         |
| 26 | Franken                  | Völkischer Block                      | 230.010   | 20,7 %   | ***** 94.336  | 7,5 %         |
| 27 | Pfalz                    | Völkischer Block                      | 21.071    | 5,7 %    | 8.229         | 1,9 %         |
| 28 | Dresden-Bautzen          | Völkischsozialer Block                | 43.807    | 4,5 %    | 15.153        | 1,5 %         |
| 29 | Leipzig                  | Völkischsozialer Block                | 55.336    | 7,9 %    | 13.212        | 1,8 %         |
| 30 | Chemnitz-Zwickau         | Völkischsozialer Block                | 70.717    | 7,7 %    | 39.338        | 4,2 %         |
| 31 | Württemberg              | Völkischsozialer Block *              | 50.786    | 4,1 %    | 25.275        | 2,1 %         |
| 32 | Baden                    | Völkischsozialer Block                | 45.049    | 4,8 %    | 19.160        | 1,9 %         |
| 33 | Hessen-Darmstadt         | Völkischsozialer Block                | 17.893    | 2,9 %    | 8.212         | 1,3 %         |
| 34 | Hamburg                  | Völkischsozialer Block                | 37.757    | 6,0 %    | 14.479        | 2,3 %         |
| 35 | Mecklenburg              | Deutschvölkische Freiheitspartei      | 92.952    | 20,8 %   | 54.576        | 11,9 %        |